# Cosina

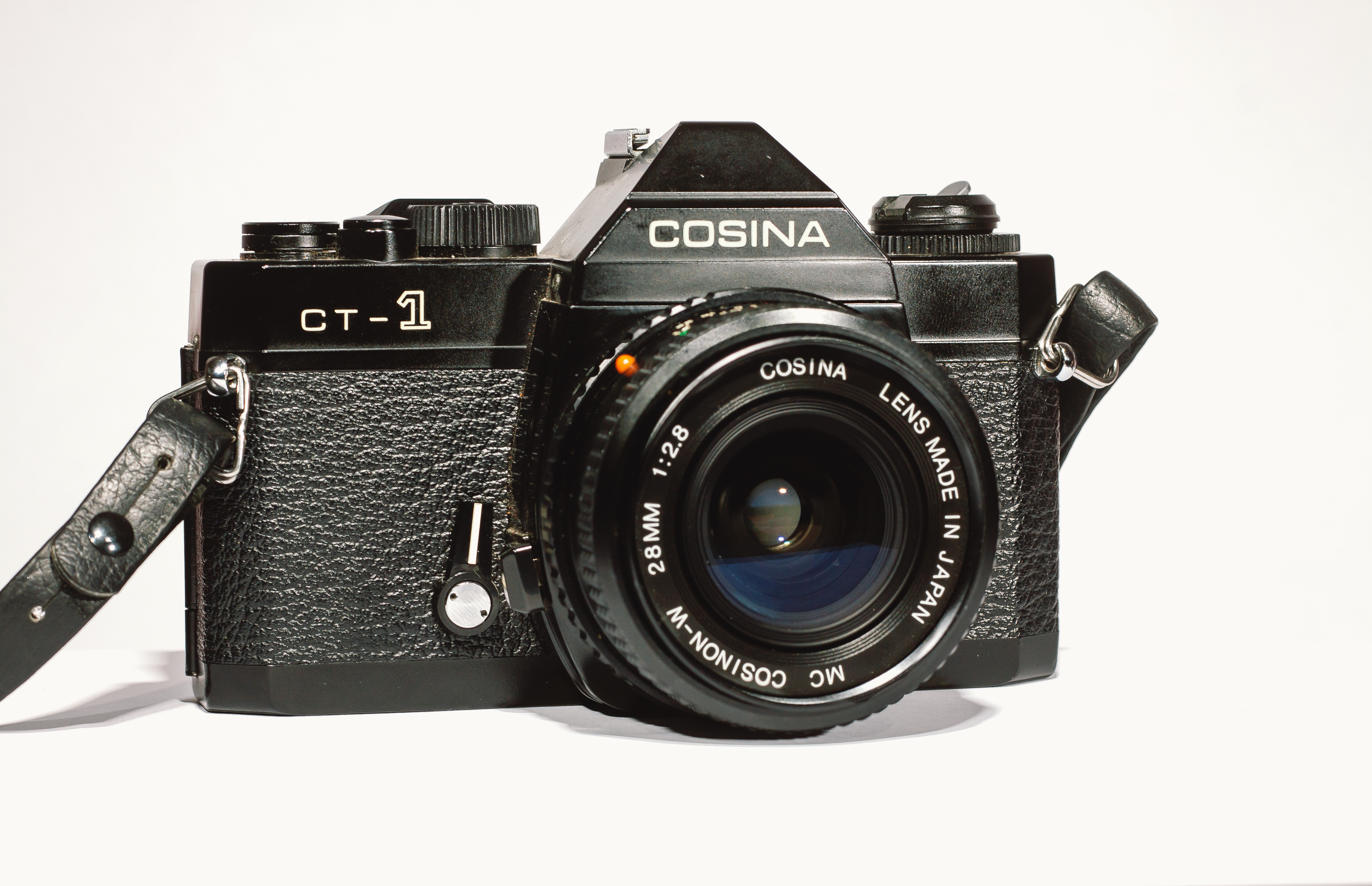
Die Cosina CT-1 (1979), Basis für einige spätere analoge OEM-Modelle

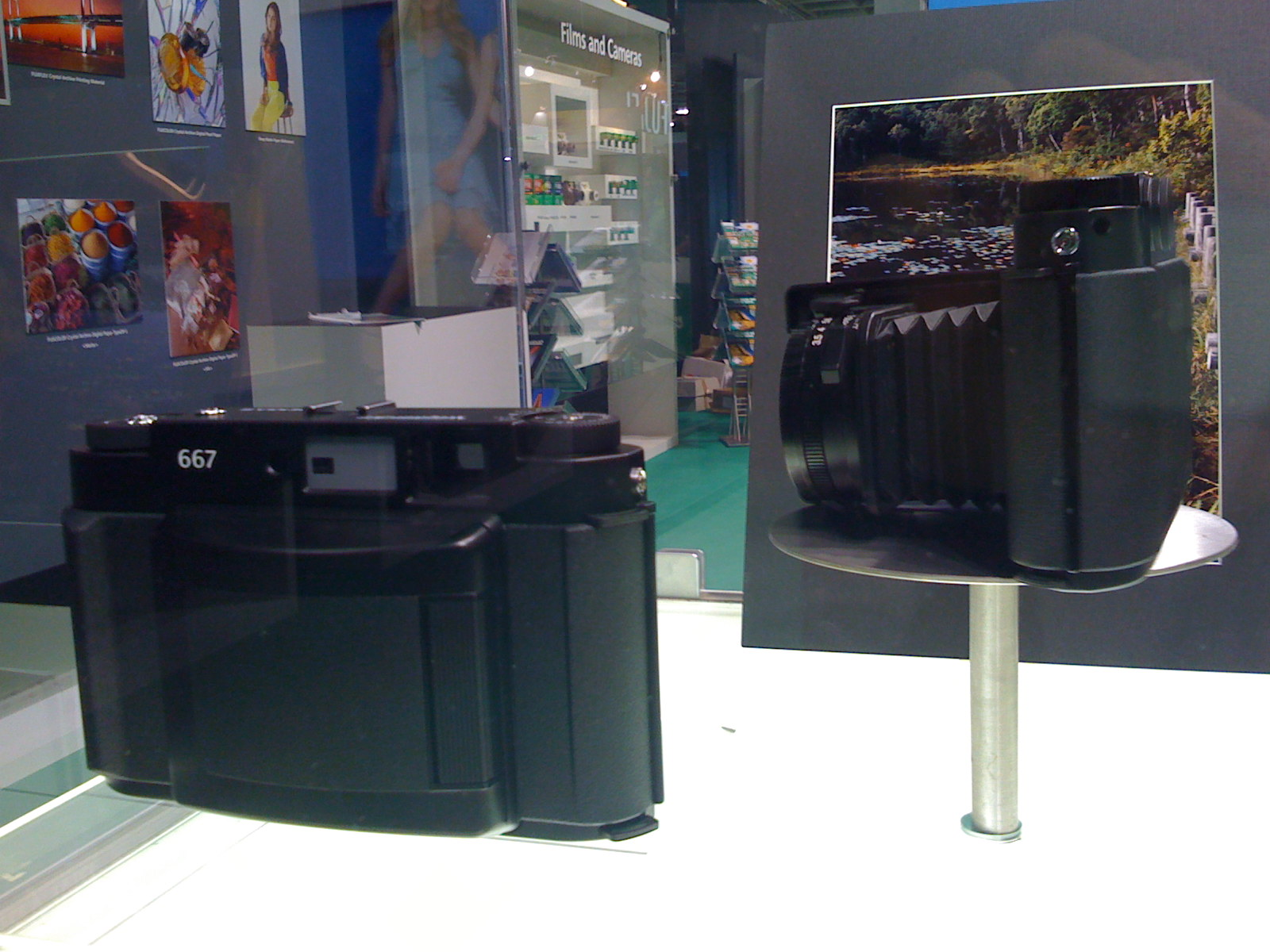
Die Bessa 667 Mittelformatkamera (2009–2015)

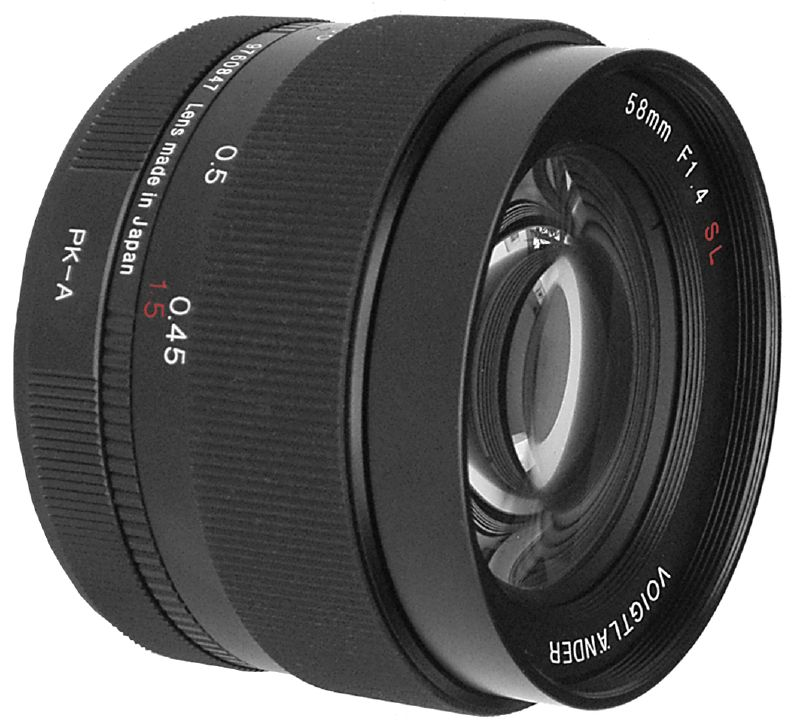
Nokton 1,4/58 mm

K.K. Cosina (japanisch 株式会社コシナ, Kabushiki kaisha Kosina, englisch Cosina Co., Ltd.) ist ein japanischer Hersteller von optischen Geräten und ein Familienunternehmen in derzeit zweiter Generation. Cosina wurde 1959 als K.K. Nikō (株式会社ニコー) gegründet und 1973 umbenannt.
Im Jahr 1966 begann Cosina mit der Instamatic N 284 die Produktion von Kameras.
Ende der 1960er Jahre wurde mit der Cosina of Europe in Amsterdam ein Ableger für den europäischen Markt gegründet.

## Cosina-Produkte
1974 wurde die Spiegelreflexkamera Cosina Hi-Lite EC unter eigenem Namen hergestellt; sie hatte den M42-Objektivanschluss. Im selben Jahr stellte Cosina auch Super-8-Kameras her. 1979 übernahm Cosina das Pentax-K-Bajonett in der CT-1, 1980 hielt mit der CS 3 auch Elektronik in den Cosina-Kameras Einzug und im selben Jahr präsentierte Cosina die Kompaktkameras CX-1 und der CX-2, für die es später auch ein Unterwassergehäuse gab. Cosina baute auch Objektive unter eigenem Namen.

## Arbeit für andere Anbieter
Daneben ist Cosina für andere Unternehmen tätig: 1982 begann Cosina mit der Herstellung von Wechselobjektiven für Spiegelreflexkameras verschiedener Hersteller; für Vivitar, Tamron und Exakta produzierte Cosina damals Wechselobjektive mit eigenem Autofokus-Modul zum Einsatz an Kameras ohne AF.
Weiter findet sich die CT-1 leicht abgewandelt 1985 in der Konica TC-X und in den 1990er Jahren in der Nikon FM10/FE10, Canon T60 und Olympus OM-2000. Auch Objektive werden für die OEMs hergestellt: Serien ZF, ZI, ZK, ZM für Zeiss, in den 1970ern auch für Ihagee, Contax (S2).
2005 begann die Carl Zeiss AG, der der Markenname Contax bis heute gehört, unter dem Namen Zeiss Ikon wieder Messsucherkameras mit hochwertigen Wechselobjektiven zu entwickeln; dazu wurde ein Vertrag mit Cosina für die Entwicklung geschlossen. Diese Kameras mit Leica M-Objektivanschluss stellte Cosina in Japan her. 2012 beendeten Zeiss und Cosina die Entwicklung und Produktion der Zeiss-Ikon-Kameras.
Fuji stellte 2008 und im September 2010 die Mittelformatkameras GF670 und GF670W Professional vor; beide wurden von Cosina hergestellt.
Arbeit für Voigtländer
Neben der länger währenden Arbeit für Zeiss umfasst das Produktportfolio seit 1999 die Fertigung von Messsucherkameras und -objektiven unter dem Markennamen Voigtländer in Kooperation mit Ringfoto, inzwischen United Imaging Group Verwaltungs-GmbH. Dazu gehörten die Bessa-Messucherkameras, die auch auf der CT-1 aufbauten (im Oktober 2015 eingestellt). Voigtländer hatte 1951 auch das erste Nokton-Objektiv im Programm. Mit dem Bau der Bessa L 1999 gab es bei Voigtländer die Classic Collection.
2001 baute Cosina ein exzellentes Heliar-Objektiv als limited edition unter dem Namen Voigtländer; dies war die Adaptierung eines Objektivs für Mittel- und Großformat-Kameras.
Von 2003 bis 2007 bot Cosina eine Voigtländer Bessaflex auf Basis der CT-1 an, die äußerlich an das breite Prisma der Topcon RE-Super erinnerte. Das Normalobjektiv „Topcor“ mit Lichtstärke 1,4 wurde nachgebaut.
2009 startete Voigtländer die Bessa III im Mittelformat.
Im August 2010 wurde bekannt gemacht, dass Cosina auch Objektive im Micro-Four-Thirds-Standard herstellt. Damit waren auch die äußerst lichtstarken Nokton-Objektive, wie beispielsweise 25 mm f/0.95, in diesem System erhältlich, dieses wurde auch von Cosina entwickelt. Die Fertigung von Objektiven mit K-Bajonett wurde 2010 eingestellt.
2016 kam das Heliar 3,5/50 mm (Filtergröße ist 27 Millimeter) für Kameras mit Leica-M-Bajonett ins Programm; im Spiegelreflexbereich legte Cosina ein Nokton 1,4/58 mm mit Nikon-F-Bajonett auf. Bei letzterem wurde wie 2003 auf den „Topcor“-Aufbau zurückgegriffen.
2020 wurde ein weiterentwickeltes lichtstarkes Nokton 35 mm (VM-System) und ein mit Lichtstärke 0,95 sehr lichtstarkes 60 mm-Nokton-Objektiv für das Micro Four Thirds-System vorgestellt. Das Nokton 35 mm wurde auch bei Cosina entwickelt. Am Ende des Jahres wurde die Produktion des extrem lichtstarken Objektivs Super Nokton 29 mm F0,8 angekündigt, das seit 2021 auf dem Markt ist.